# Snowmass Village
Pour les articles homonymes, voir Snowmass.
Snowmass Village est une ville américaine située dans le comté de Pitkin dans le Colorado.

## Démographie
Selon le recensement de 2010, Snowmass Village compte 2 826 habitants. La municipalité s'étend sur 25,82 milles carrés (66,87 km2), dont 25,74 milles carrés (66,67 km2) de terres.
| 1980 | 1990  | 2000  | 2010  | - | - |
| ---- | ----- | ----- | ----- | - | - |
| 999  | 1 449 | 1 822 | 2 826 | - | - |